# Hervormde kerk (Voorst)
De hervormde kerk in de Gelderse plaats Voorst is een 15e-eeuwse pseudobasiliek met een 12e-eeuwse toren.
Al in de 9e of de 10e eeuw was er sprake van een kerkgebouw in Voorst, gesticht door de abdij van Prüm. De tufsteen toren dateert uit de 12e eeuw. In die tijd werd de houten kerkgebouw vervangen door een gebouw van tufsteen. In de 15e eeuw werd de huidige kerk gebouwd: achtereenvolgens verrezen het koor en het pseudobasilicale schip en daarna werd de toren verhoogd. Voor de bouw van deze kerk werd baksteen gebruikt, waarbij het oude tufsteen van de afgebroken kerk werd hergebruikt voor de bekleding van de buitenzijde. Oorspronkelijk was de kerk gewijd aan de Heilige Drievuldigheid. 
Een bijzonder element in de kerk is een fresco uit 1566 met de afbeelding van een abt. De preekstoel dateert uit de 17e eeuw. Het orgel werd in 1843 gebouwd door Carl Friedrich August Naber uit Deventer. In de kerk bevindt zich het rouwbord van Andries Schimmelpenninck van der Oye (1705-1776), een invloedrijke Veluwse edelman in dienst van de stadhouders Willem IV en V.
In de toren hangen twee luidklokken van de hand van de Deventer klokkengieter Gerhart Schimmel: een grote uit 1678 en een kleinere uit 1680.
De kerk staat sinds 1971 ingeschreven in het Rijksmonumentenregister. De kerk wordt gebruikt door de Protestantse Gemeente te Klarenbeek, Voorst en Wilp (PKN).